# Альман (Росія)
Альма́н (рос. Альман) — присілок в Якшур-Бодьїнському районі Удмуртії, Росія.
Населення — 61 особа (2010; 73 в 2002).
Національний склад (2002):
- удмурти — 79 %

## Урбаноніми[3]
- вулиці — Ключова, Садова